# Сангаку таблице
Сангаку таблице насатале су у Јапану између 1603. и 1867. године (Едо период). То су дрвене таблице на којима су записани математички задаци. Угланвом су то били геометријски проблеми с одговарајућим цртежима. Чуване су у храмовима и светилиштима окачене испод кровова. Сангаку таблице нису имале верски карактер. Како је храмове и светилишта посећивало много људи, математичари тог времена су качењем таблица оглашавали свој успех. Представљени задаци су се могли коментарисати, исправљати и решавати. Често је задатке пратио текст: „Види да ли ово можеш да решиш.” Сангаку таблице настале су у време када је феудални Јапан био изолован од остатка света. Геометријски проблеми решавани су методама старих Грка. На великом броју од око 900 сачуваних таблица налазе се проблеми у вези с кругом (круг), површином (површина) и деловима круга (делови круга). Сангаку таблице имају и уметничку вредност.